# 왕강 (배우)
왕강(중국어 간체자: 王刚, 정체자: 王剛, 1948년 12월 22일 ~ )은 중화인민공화국의 배우이다. 후이족 출신이며 중앙희극학원을 졸업했다.

## 출연 작품

### 텔레비전 드라마
- 하일리적춘천
- 대한천자 2
- 강산풍우정
- 소림사전기 1
- 주원장과 유백온

### 영화
- 마루타 (1999)
- 쿵푸 덩크 (2008)
- 천하무적 (2009)
- 활해니단신 (2010)
- 당길가덕 (2010)